# Арсье
Арсье́ (итал. Arsié  или Arsiè) — город и коммуна в Италии, располагается в провинции Беллуно области Венето.
Население составляет 2 250 человек, плотность населения составляет 34,74 чел./км². Занимает площадь 64,76 км². Почтовый индекс — 32030. Телефонный код — 00439.
В городе и коммуне 15 августа особо празднуется Вознесение Девы Марии (Ассунта).